# Jordi Bonells
Jordi Bonells Rodríguez ou Jorge Bonells Rodríguez (né à Barcelone en 1951) est un écrivain et universitaire franco-espagnol.

## Biographie
Né en 1951 à Barcelone en Catalogne, Jordi Bonells travaille comme apprenti relieur entre 1965 et 1970, avant de s'installer à Paris où il poursuit des études supérieures (sociologie et histoire) à la Sorbonne et à l'École pratique des hautes études, tout en exerçant divers métiers. Agrégé d'espagnol, il a enseigné comme lecteur, maître de conférences et professeur de littérature et civilisation espagnoles et latino-américaines dans les universités de Nice-Sophia-Antipolis, François-Rabelais (Tours), Pascal-Paoli (Corte) et Toulon.
Outre des publications universitaires, Jordi Bonells a écrit plusieurs romans, en français et en espagnol, et des ouvrages de vulgarisation sur la Catalogne et l'Espagne.

## Publications

### Littérature
- La luna, Anagrama (finaliste ex-aequo avec R. Fernández Sastre du prix Herralde 1987), 1988, 141 p. (roman)
- El olvido, Planeta (2e finaliste du prix Planeta 2000), 2001, 215 p. (roman)
- C’est donc cela, Passage d'encre, 2001 (poésie)
- La deuxième disparition de Majorana, Liana Levi, 2004, 179 p. (roman)
- Dieu n'est pas sur la photo, Liana Levi, 2005, 154 p. (roman)
- Esperando a Beckett, Funambulista, 2006 (récit)
- Dar la espalda & Witoldo y Winz, Alianza (prix Fernando Quiñones 2008), 2009, 368 p. (roman)
- La Anunciación, Alianza, 2010, 174 p. (roman)
- El premio Herralde de novela, Funambulista, 2012 (roman)
- La folie des autres, Robert Laffont, 2018, 288 p. (roman)
- Triptyque argentin, Éd. Bouquins, 2021, 352 p. (roman)

### Essais (vulgarisation et universitaires)
- Jorge Luis Borges : Les référendes de l'ombre, Association de publications de l'université de Nice, 1989
- Barcelone, Catalogne, Seuil, coll. Points-Planète, 1992, 252 p.
- Histoire de la littérature catalane, PUF, 1994
- L'Espagne, Flammarion, coll. « Dominos », 1997, 126 p.
- Le roman espagnol contemporain, de 1939 à nos jours, Nathan, coll. «Langues 128», 1999, 127 p.
- Les nationalismes espagnols (1876-1978), avec la collaboration de Manuel Frau, Paris, Éd. du Temps, 2001
- L'Espagne des Espagnols, Liana Levi, Seuil, coll. «L'autre guide», 2003, 159 p.
- Dictionnaire des littératures hispaniques : Espagne et Amérique latine, Laffont, coll. «Bouquins», 2009
- De l'intention littéraire, Passage d'encre, 2009
- Argentines (dir.), Passage d'encre, nº 38-39, 2010
- Parcours de l'échec, Passage d'encre, 2014, 42 p.